# Орлов, Борис Константинович
Бори́с Константи́нович Орло́в (1 апреля 1941, Химки, Московская область) — современный художник, скульптор, представитель направления соц-арт.

## Биография
Борис Орлов родился 1 апреля 1941 года в городе Химки, Московской области.
В 1956—1958 годах учился в скульптурной студии при Московском городском Дворце пионеров и школьников (переулок Стопани, дом 5). Там в 1957 году Орлов познакомился с Дмитрием Приговым. С 1960 по 1967 год учился в МВХПУ имени С. Г. Строганова на отделении монументально-декоративной скульптуры у А. С. Кондратьева и Г. А. Шульца.
Мы учились во времена хрущёвской „оттепели“, шло бурное вторжение западного искусства, и было видно, кто на что ориентировался: кто на западное искусство, кто на советских художников. В Строгановке происходил раздел. Параллельно с нами учились ребята, ставшие элитой современного искусства: Франциско Инфантэ, Комар с Меламидом, Иван Николаев, Иван Казанский… У последних, правда, была своя тусовка. А наша группа — Инфантэ, Комар и Меламид и всё скульптурное отделение. Я с Приговым, потом поступили Лёня Соков и Саша Соколов. Косолапов через три года после нас пришёл. Мы сдружились.
.
В 1967—1969 годах Орлов преподавал в МВХПУ, а в 1970—1975 годах — в скульптурной студии при Московском городском Дворце пионеров и школьников.
С 1966—1970 годы Орлов работал вместе со скульпторами Леонидом Соковым и Александром Косолаповым в одной мастерской. В 1970-е художники начали развивать идеи соц-арта через язык скульптуры и зарекомендовали себя яркими представителями советского андеграундного искусства.
В 1972—1988 Орлов имел мастерскую в доме на улице Рогова, 13, где работали также Дмитрий Пригов и Ростислав Лебедев. В 1973 году женился. С 1976 по 1979 год Орлов работает над серией «Парсун».
В 1976—1986 году Орлов был организатором регулярных вечеров и легендарных однодневных выставок в Клубе скульпторов в Доме художника на Кузнецком мосту. 1982 год — начало серии имперских бюстов.
В 1987 году Орлов с товарищами организовал выставку «Художник и современность» в зале на «Каширке», которая стала 1-й выставкой Первого творческого объединения МОСХа. Во время Перестройки происходит перекодирование эстетики Орлова — художник начинает размышлять о времени, памяти, забвении и т. д.
В 1989 году Орлов уехал в США; вернулся в Москву в 1991 году.
Участник художественных выставок с 1968 года. Член Союза художников СССР с 1975 года.
Живет и работает в Москве.

## Творческий метод
Художник, опираясь на пластические модели разных больших стилей (античность, классицизм, барокко, авангард), обращается к теме «парадной» скульптуры, превращая свои работы в объекты и инсталляции. Областью интересов Орлова становится в том числе и структура тоталитарной модели. Например, иронизируя над регламентированными законами и эстетикой социалистического реализма, художник скрупулезно исследует образную структуру советской геральдики и партийного пантеона.
«Иронизируя над идеологическими и визуальными штампами советского времени, он создавал скульптурные объекты-тотемы, увешанные орденами, медалями и другими атрибутами власти, которые тиражировались и внедрялись в массовое сознание через экраны телевизоров, наглядную агитацию, все сферы жизни».
Наиболее частым определением его стиля (в том числе и по словам художника) становится слово «имперский».

## В каких собраниях работы
- Государственный музей изобразительных искусств им. А.С.Пушкина, Москва;
- Государственная Третьяковская галерея, Москва;
- Московский музей современного искусства;
- Государственный центр современного искусства, Москва;
- Коллекция современного искусства Государственного музея-заповедника Царицыно, Москва;
- Музей Соломона Гуггенхайма, Нью-Йорк, США;
- Art Institute Museum, Чикаго, США;
- Museum fur Modern Kunst im Martin Gropius Bau, Берлин, Германия;
- Neue Galerie — Sammlung Ludwig, Аахен, Германия;
- Collection of contemporary sculpture. Seoul Olimpic Park, Сеул, Корея;
- Nancy and Norton Dodge Collection, Zimmerli Art Museum, Rutgers University, Нью-Брунсвик, США;
- Sammlung Karminsky Germany.
- J. Gory, Пистойя, Италия;
- M. Cogan, Нью-Йорк, США;
- В. Овчаренко, Москва;
- А. Сидоров, Москва.

## Выставки

### Персональные выставки
- 1980 — Однодневная выставка. Дом художника на Кузнецком мосту, Москва.
- 1988 — «Orlov and Prigov». Struve Gallery, Чикаго, США.
- 1990 — «Orlov». Struve Gallery, Чикаго, США.
- 1990 — «Boris Orlov». Sonsbeek Art Center, Сонсбек, Нидерланды.
- 1991 — «Гибель богов». Галерея «Риджина», Москва.
- 1994 — «Парад астральных тел». Галерея «Риджина», Москва.
- 2008 — «Воинство земное и воинство небесное». Московский музей современного искусства, Москва.
- 2010 — «Круг Героев». Музей Истории Искусств, Вена.
- 2013 — «Фантомные боли». Государственная Третьяковская галерея, Москва.

### Групповые выставки
1969
- Выставка молодых художников. Дом художника на Кузнецком мосту, Москва.

1972
- Весенняя выставка. Дом художника на Кузнецком мосту, Москва.

1973
- Однодневная выставка (совместно с Д.Приговым, И.Шелковским, Л.Соковым). Дом художника на Кузнецком мосту, Москва.

1975
- Весенняя выставка. Дом художника на Кузнецком мосту, Москва.

1976
- «Весенние квартирные выставки» (предварительная экспозиция к предстоящей выставке в выставочном зале на Беговой ул.). Мастерская М. Одноралова, Москва.

1981
- «Nouvelles Tendences de l`art Russe non officiel 1970—1980». Le Centre culturel de la Villediue, Париж, Франция.

1987
- «Народные традиции в профессиональном и самодеятельном искусстве». «Каширка», Москва.
- «Художник и современность». Первое творческое объединение московских художников. «Каширка», Москва.
- «Ретроспекция творчества московских художников. 1957—1987». л/о «Эрмитаж», Профсоюзная ул., д. 100, Москва.
- «Искусство и дизайн». Выставочный зал ВНИИТЭ, Москва.

1988
- «Геометрия в искусстве». «Каширка», Москва.
- 2-я выставка Первого творческого объединения московских художников. Дом художника на Кузнецком мосту, Москва.
- «Ich lebe — ich sehe». Kunstmuseum, Берн, Швейцария.
- «Olympiad of Art». Seoul Olympic Park, Сеул, Корея.
- «Лабиринт». Дворец молодежи, Москва.
- «Glasnost». Kunsthalle, Штутгарт, Германия.

1989
- «ART FAIR». Чикаго, США.
- «Mosca — Terza Roma». Sala 1, Рим, Италия.
- «Дорогое искусство». Дворец молодежи, Москва.

1990
- «В сторону объекта». «Каширка», Москва.
- «Логика парадокса». Дворец молодежи, Москва.
- «Г. Брускин, А. Гросицкий, Н. Касаткин, Б. Орлов, Д. Пригов». «Каширка», Москва.
- «ART FAIR». Чикаго, США.
- «Adaptation & Negation of Socialist Realism». Aldrich Museum of Contemporary Art, Риджфилд, США.
- «Basel ART» (International Art Fair). Базель, Швейцария.
- «АРТ МИФ 1». Манеж, Москва.
- «Miami Beach Art Fair». Майами, США.

1991
- «In de USSR en Erbuiten». Stedelijk Museum, Амстердам, Нидерланды.
- «Art Europe 1991 — Soviet Union». Kunstverein, Ганновер, Германия.
- «Back to Square One». Berman Gallery, Нью-Йорк, США.
- «Современное советское искусство: От оттепели до перестройки». Коллекция современного искусства музея «Царицыно». Setagaya Art Museum, Токио, Япония.

1992
- Выставка последних поступлений. ГМИИ им. А. С. Пушкина, Москва.
- «Соц-арт». Коллекция современного искусства Музея-заповедника «Царицыно». Государственный музей Ленина, Москва.
- Фестиваль инсталляции «Анималистские проекты» (акция «Екатерина»). Галерея «Риджина», Москва.
- «a Mosca… a Mosca…». Villa Campoleto, Ercolano; Galleria Comunale d`Arte Moderna, Болонья, Италия.
- «Искусство из первых рук, или Апология застенчивости». Галерея «Риджина», Москва.

1992-1993
- «Гуманитарная помощь, посылки для Германии. 27 Московских художников». ЦДХ, Москва; «Humanitare Hilfe, Packchen fur Deutschland». Tranenpalast, Берлин, Германия.

1993
- «Философия имени». ЦСИ, Москва.
- «Adresse provisoire pour l`art contemporain russe». Musee de la Poste, Париж, Франция.

1994
- Cetinjski Bienale II. Цетине, Черногория.

1995
- «Прощальный юбилей» (совместно с С. Файбисовичем). Галерея «Риджина», Москва.
- «Новая искренность». Гёте-Институт, Немецкий культурный центр, Москва.

2003
- «Артконституция». Выставка галереи С.АРТ в Московском музее современного искусства.

## Книги
- Борис Орлов. Сборник. Концепция, составление, интервью, макет Л.Кашук. М., 1998
- Борис Орлов. Воинство земное и воинство небесное. Каталог [ММСИ]. М., 2008
- Борис Орлов: альбом / автор текста и составитель Е. В. Барабанов. М.: Издательский дом Breus, 2013. 444 с.: илл. — ISBN 5-7282-0199-7 (в пер.)